# Bahtiyar Yorulmaz
Bahtiyar Yorulmaz (né en Turquie le 12 août 1955) est un joueur de football international turc.
Réputé pour son jeu de tête, il est surtout connu pour avoir terminé meilleur buteur du championnat de Turquie lors de la saison 1979-80 avec douze buts (à égalité avec le joueur Mustafa Denizli).

## Palmarès
- Meilleur buteur de la Süper Lig :
  - 1979-1980 avec Bursaspor (12 buts)